# Sân bay quốc tế Calgary
Sân bay quốc tế Calgary, ban đầu có tên McCall Field (IATA: YYC, ICAO: CYYC), là sân bay quốc tế phục vụ Calgary, Alberta, Canada và các khu vực xung quanh; sân bay có cự ly khoảng 17 km (11 dặm) về phía đông bắc của trung tâm thành phố Calgary. Sân bay phục vụ các chuyến bay thẳng thường lệ đến các thành phố lớn ở Canada, Hoa Kỳ, Mexico, vùng Caribbean, châu Âu và Đông Nam Á.
Sân bay quốc tế Calgary phục vụ như là trụ sở cho WestJet và như là một sân bay trung tâm cho Air Canada và Air Canada Express. Sân bay này là một trong tám sân bay Canada với các cơ sở thông quan nhập cảnh trước vào Hoa Kỳ. Sân bay được điều hành bởi Calgary Airport Authority như là một phần của Hệ thống Giao thông vận tải Canada. Đây là sân bay bận rộn nhất thứ ba của Canada theo số chuyến bay và số lượt khách, phục vụ 15.261.108 hành khách trong năm 2014 và 244.913 chuyến bay vào năm 2013. Trong tháng 10 năm 2008, Calgary Airport Authority được đặt bầu chọn là một trong các đơn vị sử dụng nhiều lao động nhất Alberta theo bầu chọn của Mediacorp Canada Inc.. YYC có cả đường băng dài nhất và trạm kiểm soát không lưu cao nhất ở Canada.

## Hãng hàng không và tuyến bay

### Hãng hàng không bay thường lệ
| Hãng hàng không                          | Các điểm đến | Hành lang |
| ---------------------------------------- | --- | --------- |
| Air Canada                               | Cancún, Frankfurt, London–Heathrow, Montréal–Trudeau, Newark, Ottawa, Puerto Vallarta, Tokyo–Narita, Toronto–Pearson, Vancouver, Varadero (ngừng từ 24/4/2015) Theo mùa: Ixtapa/Zihuatanejo, Kahului, San José del Cabo | B, C      |
| Air Canada Express                       | Castlegar, Cranbrook, Edmonton, Fort McMurray, Grande Prairie, Houston–Intercontinental, Kamloops, Kelowna, Lethbridge, Medicine Hat, Nanaimo (bắt đầu từ ngày 1/5/2015), Red Deer, Regina, Saskatoon, Terrace (bắt đầu từ ngày 1 tháng 6 năm 2015), Victoria, Winnipeg, Yellowknife Theo mùa: Portland (OR), Seattle/Tacoma, Vancouver | B, C      |
| Air Canada Rouge                         | Hamilton (ON) (bắt đầu từ ngày 27/6/ 2015), Las Vegas, Los Angeles Theo mùa: Halifax (bắt đầu từ ngày 1/5/2015), Phoenix, Varadero (bắt đầu từ ngày 1/5/2015) | B, C      |
| Air North                                | Whitehorse | A         |
| Air Transat                              | London–Gatwick Theo mùa: Amsterdam, Cancún, Glasgow–International, Huatulco, Manchester (Anh), Manzanillo, Montego Bay, Panama City, Paris–Charles de Gaulle, Puerto Vallarta, Punta Cana, Varadero | A         |
| Alaska Airlines vận hành bởi Horizon Air | Seattle/Tacoma | B         |
| American Airlines                        | Dallas/Fort Worth | B         |
| British Airways                          | London–Heathrow | A         |
| Central Mountain Air                     | Edmonton, Lloydminster, Prince George, Terrace | C         |
| Condor                                   | Theo mùa: Frankfurt | A         |
| Delta Air Lines                          | Theo mùa: Minneapolis/St. Paul | B         |
| Delta Connection                         | Minneapolis/St. Paul, Salt Lake City, Seattle/Tacoma | B         |
| KLM                                      | Amsterdam | A         |
| United Airlines                          | Chicago–O'Hare, Houston–Intercontinental, San Francisco Theo mùa: Denver | B         |
| United Express                           | Chicago–O'Hare, Denver, Houston–Intercontinental, San Francisco | B         |
| US Airways                               | Phoenix | B         |
| US Airways Express                       | Theo mùa: Phoenix | B         |
| WestJet                                  | Abbotsford, Cancún, Comox, Edmonton, Fort McMurray, Hamilton (ON), Halifax, Houston-Intercontinental (bắt đầu từ ngày 8/9/2015), Kelowna, Kitchener/Waterloo, Las Vegas, London (ON), Los Angeles, Montréal–Trudeau, Orlando, Ottawa, Palm Springs, Phoenix, Puerto Vallarta, Regina, San Diego, San José del Cabo, Saskatoon, Toronto–Pearson, Vancouver, Victoria, Winnipeg Theo mùa: Chicago–O'Hare, Dallas/Fort Worth, Honolulu (bắt đầu từ ngày 11/12/2015), Ixtapa/Zihuatanejo, Loreto, Manzanillo, Mazatlan, Kahului (bắt đầu từ ngày 11/12/2015), Nassau, New York–JFK, St. John's, San Francisco, Varadero, Windsor, Yellowknife (bắt đầu từ ngày 3/5/2015) | A, B      |
| WestJet Encore                           | Brandon, Comox, Edmonton, Fort McMurray, Fort St. John, Grande Prairie, Kamloops, Nanaimo, Penticton, Prince George, Regina, Saskatoon, Terrace (bắt đầu từ ngày 3/5/2015) | A         |

### Bay thuê chuyến
| Hãng hàng không  | Các điểm đến |
| ---------------- | --- |
| Sunwing Airlines | Cancún Theo mùa: Cayo Coco, Cayo Santa María, Freeport, Huatulco, Mazatlan, Montego Bay, Puerto Vallarta, Manzanillo, San José del Cabo, Varadero |

### Hàng hóa
| Hãng hàng không                                         | Các điểm đến                                   |
| ------------------------------------------------------- | ---------------------------------------------- |
| Cargojet Airways                                        | Hamilton (ON), Vancouver, Winnipeg             |
| Cargolux                                                | Los Angeles, Luxembourg, Seattle               |
| Cathay Pacific Cargo                                    | Hong Kong                                      |
| FedEx Express                                           | Anchorage, Great Falls, Memphis                |
| FedEx Feeder vận hành bởi Morningstar Air Express       | Edmonton, Toronto-Pearson, Vancouver, Winnipeg |
| Purolator Courier vận hành bởi Kelowna Flightcraft Ltd. | Edmonton, Hamilton (ON), Vancouver, Winnipeg   |
| UPS Airlines                                            | Louisville, Sioux Falls                        |

### Các hoạt động khác

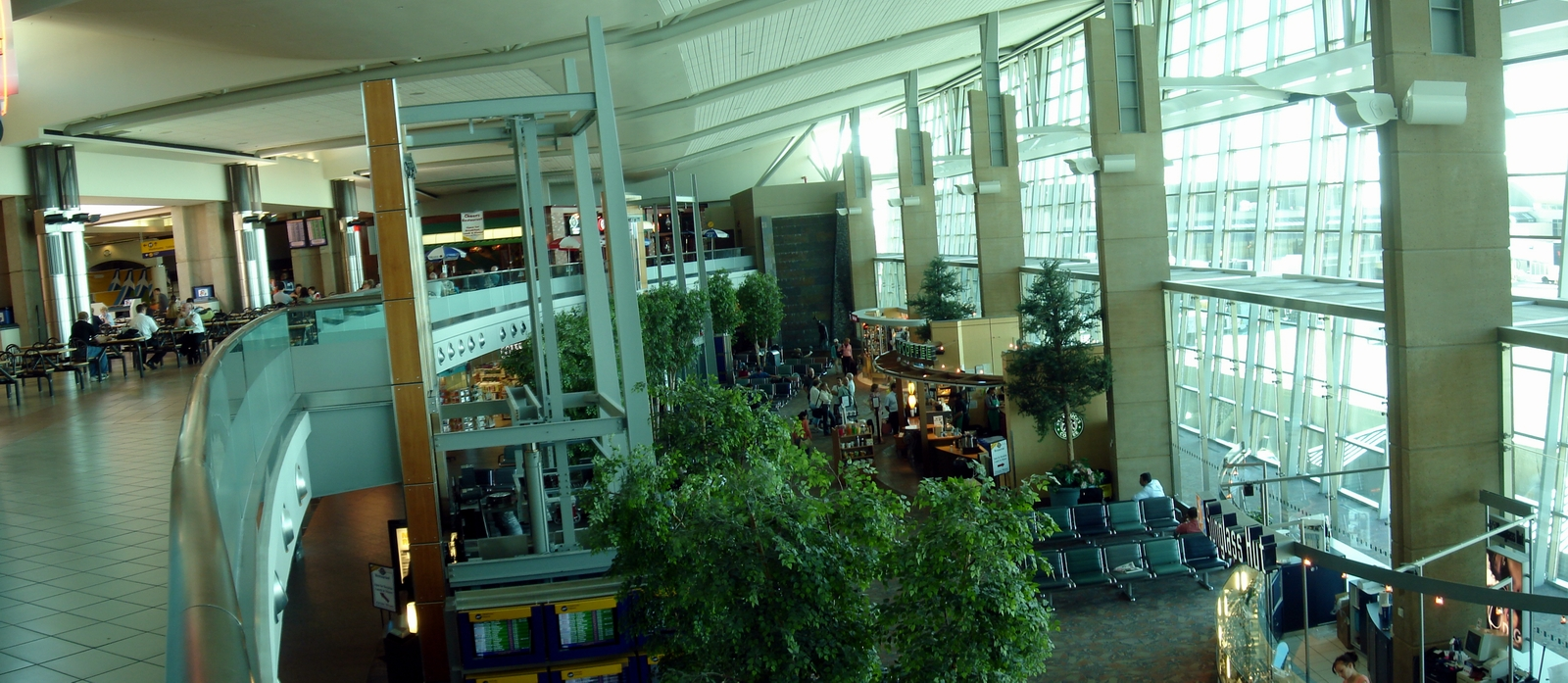
Sảnh chính

Các hãng hàng không sau hoạt động ở cơ sở riêng của họ:
- Alta Flights
- Bar XH Air
- Kenn Borek Air
- North Cariboo Air
- Sunwest Aviation
- Enerjet
- Canjet
- Chartright Air Group